# VME eXtension for Instrumentation

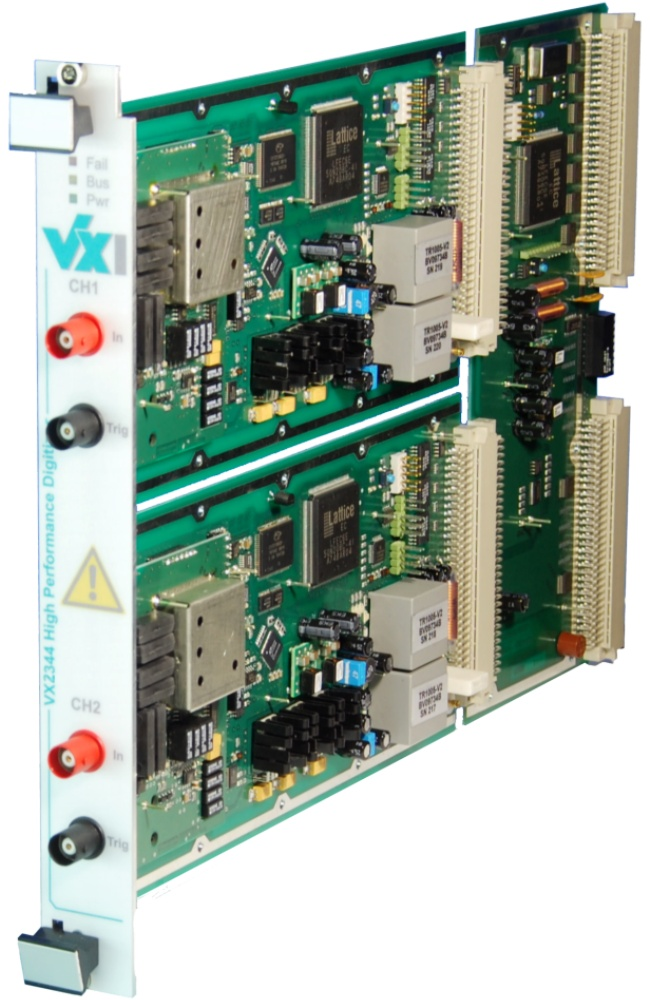
VXIbus Gerät ("Size C")

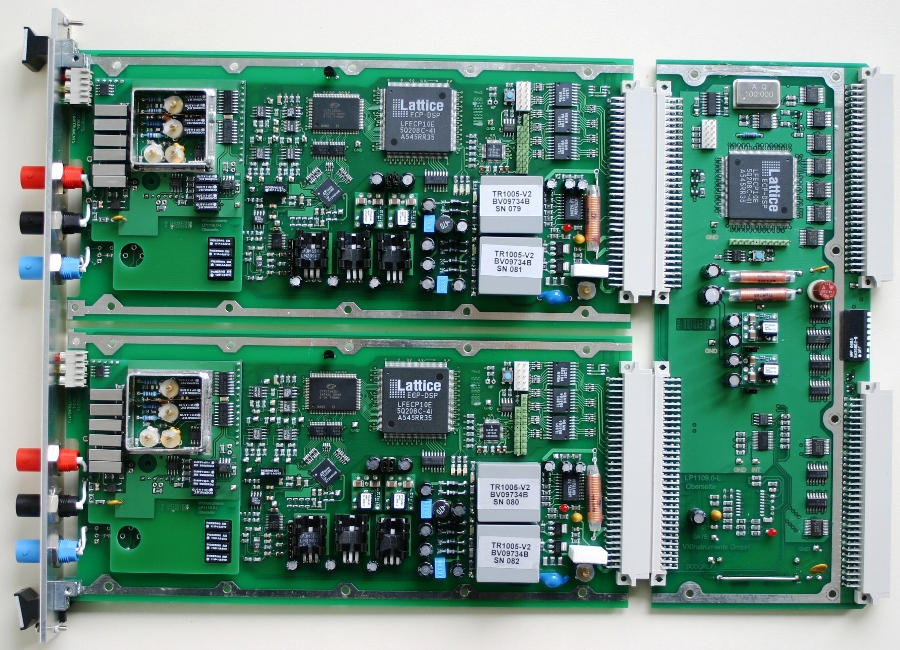
Seitenansicht eines VXIbus-Geräts ("Size C")

Der VME eXtension for Instrumentation-Bus (VXIbus) ist ein in der industriellen Messtechnik verbreitetes Bussystem. 
Der VXIbus stellt eine Erweiterung des in der Industrie bekannten VME-Bus dar, wobei der VME-Bus ursprünglich speziell für den Einsatz zusammen mit der 68000er Prozessorserie von Motorola entwickelt wurde. Einsatzgebiete des VXIbus liegen beispielsweise im Bereich automatische Testsysteme in der Elektronikfertigung.

## Geschichte
1985 präsentierten Hewlett-Packard, Tektronix, Wavetek, Racal-Dana und Colorado Data erstmals den für das US-Militär entwickelten VXIbus. Seit 1987 wird die unternehmensübergreifende Standardisierung und weitere Entwicklung im Rahmen des VXIbus Consortium vorangetrieben und ist in dem IEEE-Standard 1155-1992 festgelegt. Dem VXIbus Consortium gehören unter anderem die Unternehmen Agilent, Bustec, Tektronix, Wavetek, Fluke und National Instruments an.

## Aufbau
Im Gegensatz zum VME-Bus besitzt der VXI-Bus eine dynamische Adressierung, manuelle Adress- und Interruptvergaben. Damit werden Fehlfunktionen aufgrund von Doppeladressierungen vermieden. In diesem Zusammenhang ist im PC-Sektor beim Wechsel vom ISA zum PCI-Bus eine ähnliche Entwicklung zu beobachten gewesen, wobei der VXI-Bus vor dem PCI-Bus standardisiert wurde. Der VXI-Bus besitzt unter anderem folgende Leistungsdaten:
- einen 32 Bit breiten Adressbus
- einen Datentransfertakt von bis zu 16 MHz
- die Möglichkeit, bis zu 256 Geräte an einem Bus zu adressieren
- eine Multi-Master-Fähigkeit, so dass mehrere "Master"-Geräte gleichzeitig an einem Bus betrieben werden können

Anwendungen liegen bei industriellen Testsystemen, wobei der VXI-Bus auch zum Betrieb von Echtzeit-Applikationen eingesetzt wird.
Der VXI-Bus konkurriert mit dem GPIB-Bus, da sogenannte GPIB-Bus-fähige „Stand-Alone“-Geräte wie Oszilloskope, Funktionsgeneratoren, programmierbare Netzgeräte oder Digitalmultimeter immer öfter in Form von VXI-Bus-Modulen realisiert werden. Neben Erweiterungen und Verbesserungen innerhalb der elektrischen Signalvielfalt wurde auch die Palette an verfügbaren Modulgrößen erweitert, wobei VME-Module unter Verwendung von passenden Adaptern auch in VXI-Mainframes betrieben werden können. Die Hinzunahme der „Size C“- und „Size D“-Module ermöglicht es, komplexe Messgeräte in einem Einschub unterzubringen. 
Die am weitesten verbreitete Baugröße ist „Size C“. Die Modulbreite wurde für VXI-Geräte auf 1,2 Zoll verbreitert, so dass die Verwendung von geschirmten Gehäusen und gehäuseinternen Abschirmflächen erleichtert wird. Damit wird die Gefahr von elektrischen Schlägen reduziert und die empfindliche Messtechnik ist in den geschirmten VXI-Gehäusen besser vor externen Störeinflüssen geschützt.